# Nie oglądaj się
Nie oglądaj się (fr. Ne te retourne pas) – francusko-włoski thriller z 2009 roku w reżyserii Mariny de Van. Wyprodukowany przez Wild Bunch. Główne role w filmie zagrały Sophie Marceau i Monica Bellucci.
Światowa premiera filmu miała miejsce 16 maja 2009 roku podczas 62. Międzynarodowego Festiwalu Filmowego w Cannes. Premiera filmu odbyła się we Francji 3 czerwca 2009 roku, a w Polsce 17 września 2010 roku.

## Opis fabuły
Dziennikarka Jeanne (Sophie Marceau) nie pamięta dzieciństwa, bo w wieku ośmiu lat miała wypadek i zapadła na amnezję. Pewnego dnia dostrzega, że jej twarz i ciało w zadziwiający sposób zmieniają się. Poza nią nikt tego jednak nie widzi. Kobieta trafia na trop pewnej Włoszki i odkrywa sekret swojej tożsamości.

## Obsada
- Sophie Marceau jako Jeanne
- Monica Bellucci jako Jeanne/Rosa Maria
- Andrea Di Stefano jako Teo #1/Gianni
- Thierry Neuvic jako Teo #2
- Brigitte Catillon jako Nadia #1/Valérie
- Sylvie Granotier jako Nadia #2
- Augusto Zucchi jako Fabrizio
- Giovanni Franzoni jako Enrico
- Vittoria Meneganti jako Enfant, 11-letnia brunetka
- Francesca Melucci jako Enfant, 9-letnia blondynka
- Adrien de Van jako psychiatra
- Serena d'Amato jako Donatella

i inni